# Quinhamel
Quinhamel (gelegentlich auch Quinhámel) ist eine Stadt im Nordosten Guinea-Bissaus. Sie ist die Hauptstadt der Region Biombo und Sitz des gleichnamigen Sektors mit einer Fläche von 451 km² und etwa 43.000 Einwohnern.
Quinhamel ist für seine Strände und seine traditionellen Tücher bekannt. Wie in anderen Küstengebieten Guinea-Bissaus gelten auch hier gegrillte Austern als Delikatesse, dazu wird meist gekühltes Bier getrunken.
Nach Ausbruch des Bürgerkriegs in Guinea-Bissau 1998 flüchteten zwischenzeitlich bis zu 100.000 Menschen in den Sektor Quinhamel.

## Bevölkerung

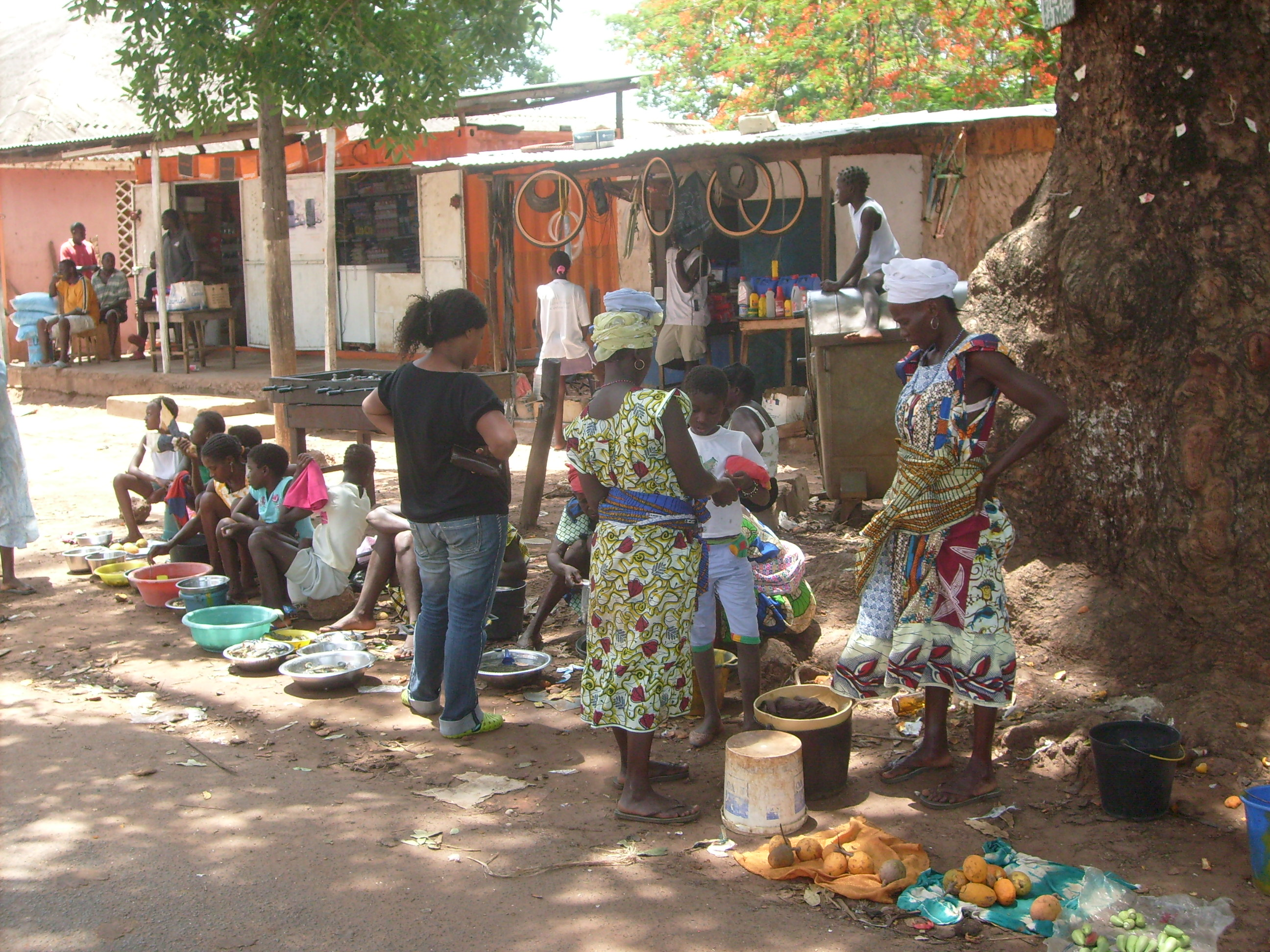
Straßenstände und Läden an der Hauptstraße in Quinhamel

Der Sektor Quinhamel hat etwa 43.000 Einwohner. Vorherrschende Ethnie sind die Pepel (port. Papel).

## Gliederung
Der Sektor umfasst etwa 65 Ortschaften, überwiegend ländliche Dörfer (Tabancas).
Die Stadt Quinhamel ist in sechs Ortsteile (Bairros) gegliedert. Zu den wichtigsten Orten im Sektor zählen außerdem:
- Bijimita
- Bimlim
- Blom
- Bucomil
- Cupedo
- Dorse
- Ilondé (Intchude de Baixo Ilonde)
- Ome
- Ondame
- Quilande
- Quitaá

## Wirtschaft und Sehenswürdigkeiten
Landwirtschaft bestimmt die Ökonomie im Sektor Quinhamel, wichtigste Produkte sind Mango, Reis, Cashew. Dazu ist der Fischfang im Rio Mansôa zu nennen.
In der Destilaria do Manuel Português stellt ein portugiesischer Kleinfabrikant in Quinhamel seit Jahrzehnten ganzjährig hochprozentige Aguardentes aus den wechselnden Saisonprodukten Zuckerrohr, Honig und Cashewkerne her.
Die guinea-bissauische Nichtregierungsorganisation ARTISSAL unterstützt mit der Produktionsstätte Fábrica de tecelagem do Panu di Pinti seit 2004 die Web-Tradition im Sektor Quinhamel. Die dem Fairen Handel verpflichtete, genossenschaftliche Einrichtung stellt die traditionellen Tücher der hier ansässigen Pepel-Volkes her, die auch spirituelle und rituelle Bedeutungen für diese stark animistisch geprägte Ethnie haben.

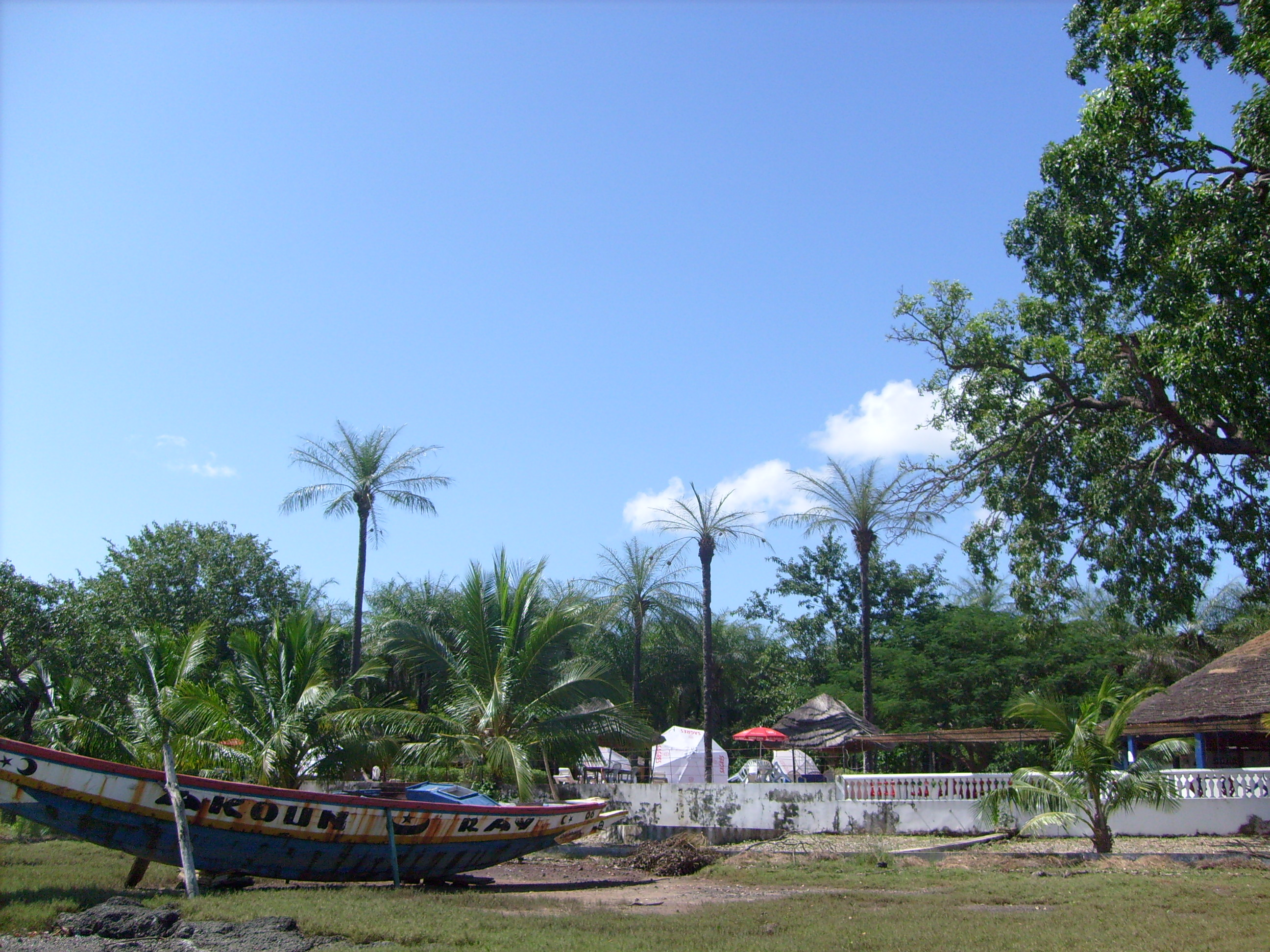
Das Hotel Mar Azul unweit des Strandes von Quinhamel

Das Museu Papel, ebenfalls von der ARTISSAL unterhalten, ist ein kleines ethnografisches Museum, dass sich der Tradition und Geschichte des hiesigen Pepel-Volkes widmet.
Die zum Trekking und Baden einladende Landschaft im Sektor ist touristisch wenig erschlossen. Das Hotel Mar Azul am Strand von Quinhamel gilt als bekannteste Herberge des Sektors, während die Esplanada Omay als bekanntestes Restaurant Quinhamels gelten kann, besonders wegen seines Buffets und seiner gegrillten Austern.

## Städtepartnerschaft
- Portugal: Oeiras (seit 2001)[4]

## Söhne und Töchter der Stadt
- Fretímio Assocão di Planka (1911–1971), Mitbegründer der PAIGC